# Поляков Віталій Володимирович
Віталій Володимирович Поляков (латис. Vitalijs Polakovs; 23 лютого 1959, Рига, Латвійська РСР, СРСР) — радянський і латвійський хокеїст, нападник.

## Біографічні відомості
У чемпіонаті Радянського Союзу виступав за клуби «Динамо» (Рига), «Латвіяс Берзс» (Рига), СКА (Свердловськ), «Динамо» (Харків) і «Таллекс» (Таллінн). За три сезони у вищій лізі провів 28 матчів (3 голи). За харків'ян зіграв у першій лізі — 232 (67 голів), у другій — приблизно 50 (31 гол). У першості Латвії захищав кольори команди з міста Озолнієкі, котра в різні роки називалася «Саурієсі», «Нікс-Бриг» і «Вілкі ОП» (142 матчі, 77 закинутих шайб, 157 результативних передач).

## Досягнення
- Чемпіон Латвії (3): 1995, 1998, 1999

## Статистика
| Сезон               | Клуб                   | Ліга                | І  | Г  | П  | О  | ШХ |
| ------------------- | ---------------------- | ------------------- | -- | -- | -- | -- | -- |
| 1980-81             | «Динамо» (Рига)        | СРСР                | 7  | 1  | 0  | 1  | 0  |
|                     | «Латвіяс Берзс» (Рига) | СРСР-3              |    | 8  |    |    |    |
| 1977-78             | «Динамо» (Рига)        | СРСР                | 16 | 1  | 0  | 1  | 4  |
|                     | «Латвіяс Берзс» (Рига) | СРСР-3              | 25 | 14 | 12 | 26 | 16 |
| 1978-79             | «Динамо» (Рига)        | СРСР                | 5  | 1  | 0  | 1  | 2  |
|                     | «Латвіяс Берзс» (Рига) | СРСР-2              | 42 | 17 | 8  | 25 | 44 |
| 1979-80             | «Латвіяс Берзс» (Рига) | СРСР-2              | 57 | 20 | 15 | 35 | 54 |
| 1980-81             | «Латвіяс Берзс» (Рига) | СРСР-3              |    | 24 |    |    |    |
|                     | СКА (Свердловськ)      | СРСР-2              | 11 | 0  | 0  | 0  | 2  |
| 1981-82             | «Динамо» (Харків)      | СРСР-3              | 43 | 26 | 9  | 35 | 33 |
|                     | «Динамо» (Харків)      | СРСР-3              |    | 5  |    |    |    |
| 1982-83             | «Динамо» (Харків)      | СРСР-2              | 59 | 12 | 5  | 17 |    |
| 1983-84             | «Динамо» (Харків)      | СРСР-2              | 56 | 12 |    |    |    |
| 1984-85             | «Динамо» (Харків)      | СРСР-2              | 57 | 22 | 6  | 28 | 27 |
| 1985-86             | «Динамо» (Харків)      | СРСР-2              | 60 | 21 | 10 | 31 | 10 |
| 1986-87             | «Таллекс» (Таллінн)    | СРСР-3              |    | 9  |    |    |    |
| Всього у вищій лізі | Всього у вищій лізі    | Всього у вищій лізі | 28 | 3  | 0  | 3  | 6  |
| 1991-92             | «Саурієсі»             | Латвія              | 16 | 8  | 11 | 19 | 14 |
| 1992-93             | «Нікс-Бриг»            | Латвія              | 22 | 12 | 23 | 35 | 8  |
| 1993-94             | «Нікс-Бриг»            | Латвія              | 23 | 23 | 21 | 44 | 16 |
| 1994-95             | «Нікс-Бриг»            | Латвія              | 20 | 12 | 12 | 24 | 16 |
| 1995-96             | «Нікс-Бриг»            | Латвія              |    |    |    |    |    |
| 1996-97             | «Нікс-Бриг»            | Латвія              | 19 | 5  | 18 | 23 | 32 |
| 1997-98             | «Нікс-Бриг»            | Латвія              |    | 3  | 30 | 33 |    |
| 1998-99             | «Нікс-Бриг»            | Латвія              |    | 6  | 16 | 22 |    |
| 1999-00             | «Нікс-Бриг»            | Латвія              | 14 | 3  | 11 | 14 | 51 |
| 2000-01             | «Вілкі ОП»             | Латвія              | 9  | 1  | 5  | 6  |    |
| 2001-02             | «Вілкі ОП»             | Латвія              | 19 | 4  | 10 | 14 | 26 |
| 2002-03             | «Вілкі ОП»             | Латвія              |    | 0  | 0  | 0  | 12 |